# Idioma juwoi
Oko-juwoi (también conocido como Juwoi) es una lengua extinguida de las islas Andamán, en la India. Se trata de una de las lenguas meridionales. 